# Maurycy Prozor (diplomat)
Maurycy (Maurice) Prozor, född den 28 januari 1849 på Popovcie i Litauen,  Kejsardömet Ryssland, död den 10 maj 1928 i Nice, var en polsk-fransk greve, författare och diplomat.
Prozor trädde 1880 i den ryska diplomatins tjänst samt blev legationssekreterare i Stockholm (1881), Bukarest (1884), Rio de Janeiro (1885), Bern (1886), Dresden (1887) och Lissabon (1891). Han tjänstgjorde 1892–1897 i utrikesdepartementet och utnämndes 1897 till generalkonsul i Genève.
Prozor översatte arbeten av Henrik Ibsen, Gustaf af Geijerstam, Ann-Charlotte Leffler och Herman Bang, liksom Gunnar Heibergs Balkonen och Elin Ameens En moder (bägge spelade av l'Oeuvre), till franska. Han försåg dem med orienterande inledningar och lät uppföra dem samt skrev artiklar om nämnda författare samt Sonja Kovalevsky i franska tidskrifter. Han författade vidare romanen La bohéme diplomatique ("Adéle Mitrovitsch", 1892) samt essayer över franska skriftställare, bland andra Édouard Rod (i "Ord och bild"). Därtill kommer introduktioner av Sienkiewicz och Georg Brandes (bägge i "Cosmopolis").